# Марковка (Кулундинский район)
Марковка — упразднённое село в Кулундинском районе Алтайского края. Упразднено в 1953 г, население переселено в село Ананьевка.

## География
Село располагалось в 5 км к юго-западу от села Ананьевка.

## История
Основано в 1912 году, немцами переселенцами из Причерноморья. До 1917 года менонитское село Златополинской волости Барнаульского уезда Томской губернии. Меннонитская община Пашня. После революции в составе Ананьевского сельсовета. В 1931 г. организован колхоз имени Тельмана. С 1950 г. отделение колхоза им. Г. Маленкова. В 1953 г. жители переселены на центральную усадьбу в село Ананьевка.

## Население[1]
| год     | 1926 | 2014 |
| ------- | ---- | ---- |
| человек | 147  | 284  |